# Morne Jean
Le morne Jean est une montagne qui s'élève au nord de Haïti à l'ouest de la ville de Cap-Haïtien.
Son sommet culmine à 718 mètres d'altitude.
Le morne Jean possède un potentiel éolien important. Le vent y souffle à une vitesse moyenne annuelle de l’ordre de huit mètres par seconde. La direction dominante est de nord-est avec des composantes sud qui restent toutefois à vérifier lors d'une étude sur site.

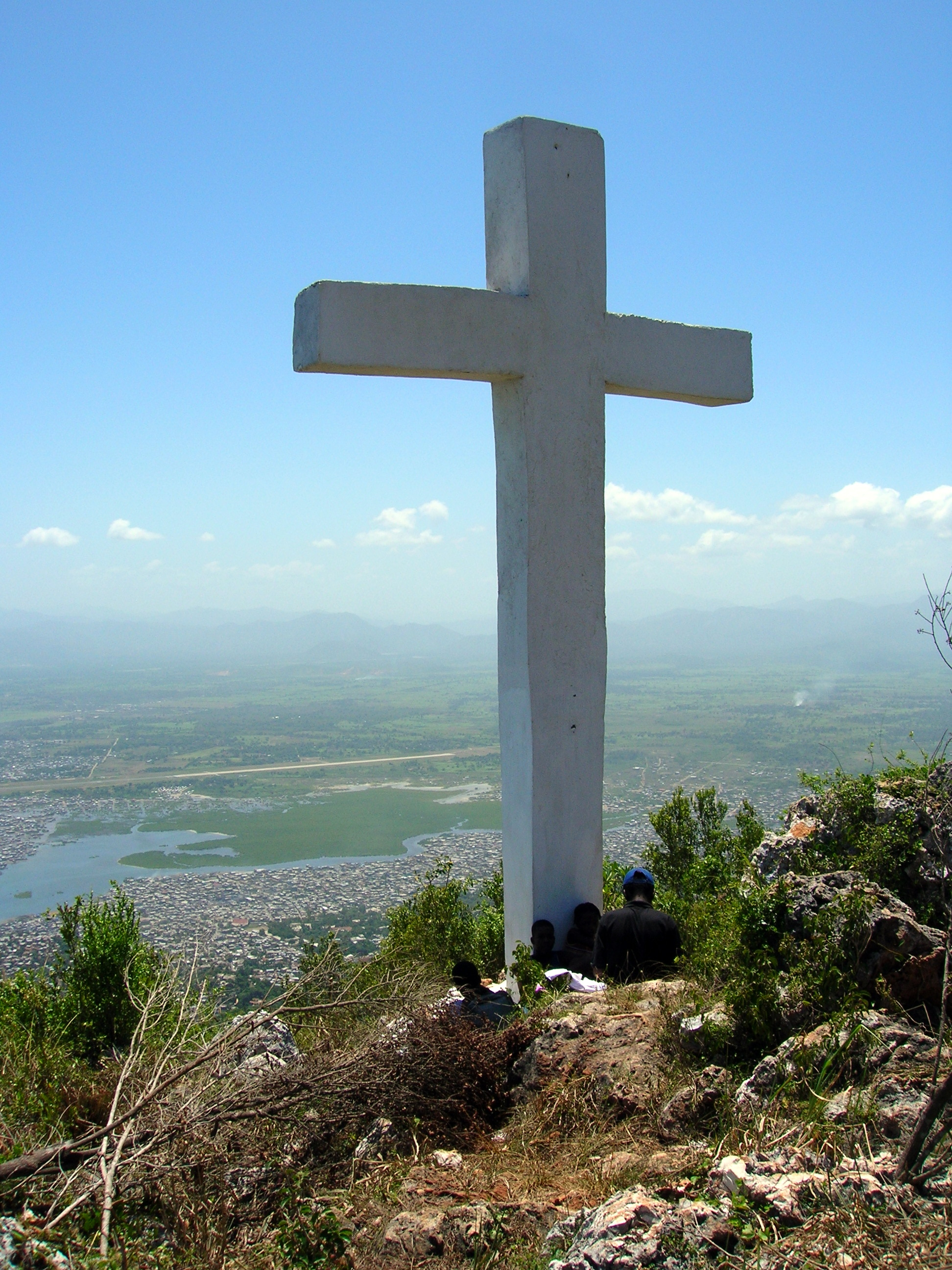
Croix au sommet du Morne Jean.